# .270 Winchester
Le 270 Winchester est une munitions crée par la firme Américaine Winchester en 1925 pour leurs carabine a verrou (à partir d'un étui de 30-06) avec une ogive réduite à 0,270 pouces ou 6,80mm (partie du projectile sortie) et 0,277 pouces ou 7mm (partie du projectile rentré dans l'étui). Selon Le Chasseur français, il convient au chamois, au chevreuil, au cerf et au sanglier. Il est fabriqué industriellement et porte le diminutif 270 Win.

## Histoire
La munition 270 Win fut développée dès 1923 par Winchester pour son modèle de carabine 54. La cartouche est basée sur une douille de 30-06 rétrécie au collet. 
Il était prévu qu'elle remplace cette dernière dans l'armée. Toutefois, les stocks de 30-06 étant très conséquents le 270 Win ne fut pas adopté.

## Comparaisons balistiques des munitions d'armes d'épaule les plus répandues
Ce tableau présente les caractéristiques balistiques des munitions d'armes d'épaule les plus connues. La performance utile typique se base sur les caractéristiques des munitions standard du marché les plus fréquemment rencontrées, ceci à titre de comparaison.
La performance d'une munition, c'est-à-dire son impact sur la cible s'exprime en joules selon la formule E = 1/2 M.V2 où M est la masse et V la vitesse de la balle
Le recul ressenti dans l'arme, se mesure lui par la quantité de mouvement exprimée en kg m/s selon la formule Q = M.V
Ainsi une munition de calibre .270 Winchester a une performance supérieure à une munition de 7,57 mm Mauser (3 670 J contre 3 035 J), mais provoque un recul équivalent (7,86 kg m/s contre 7,89 kg m/s)
|                                   | Données balistiques (munitions du marché) | Données balistiques (munitions du marché) | Données balistiques (munitions du marché) | Données balistiques (munitions du marché) | Données balistiques (munitions du marché) | Données balistiques (munitions du marché) | Données balistiques (munitions du marché) | Données balistiques (munitions du marché) | Données balistiques (munitions du marché) | Données balistiques (munitions du marché) | performance utile typique* | performance utile typique* | performance utile typique* | performance utile typique* |
| Caractéristique                   | Diamètre balle                            | Diamètre balle                            | longueur cartouche                        | longueur douille                          | poids balle                               | poids balle                               | vitesse min                               | vitesse max                               | Énergie min                               | Énergie max                               | Poids                      | Vitesse                    | Énergie                    | Recul                      |
| --------------------------------- | ----------------------------------------- | ----------------------------------------- | ----------------------------------------- | ----------------------------------------- | ----------------------------------------- | ----------------------------------------- | ----------------------------------------- | ----------------------------------------- | ----------------------------------------- | ----------------------------------------- | -------------------------- | -------------------------- | -------------------------- | -------------------------- |
| unité                             | mm                                        | pouce                                     | mm                                        | mm                                        | g                                         | Grain                                     | m/s                                       | m/s                                       | J                                         | J                                         | grain                      | m/s                        | J                          | kg m/s                     |
| .22 LR                            | 5,60                                      | .223                                      | 25,40                                     | 15,60                                     | 1,9 - 2,6                                 | 30-40                                     | 370                                       | 500                                       | 180                                       | 260                                       | 32                         | 440                        | 200                        | 0,91                       |
| 5,56 × 45 mm Otan .223 Remington  | 5,69                                      | .224                                      | 57,40                                     | 44,70                                     | 3 - 4                                     | 30-60                                     | 850                                       | 993                                       | 1670                                      | 1890                                      | 55                         | 988                        | 1740                       | 3,52                       |
| .222 Remington                    | 5,69                                      | .224                                      | 54,10                                     | 43,20                                     | 4-5                                       | 50-77                                     | 890                                       | 1090                                      | 1450                                      | 1600                                      | 50                         | 957                        | 1485                       | 3,10                       |
| .243 Winchester                   | 6,20                                      | .243                                      | 68,83                                     | 51,90                                     | 4 - 6                                     | 62 - 90                                   | 920                                       | 1240                                      | 2500                                      | 2900                                      | 90                         | 945                        | 2600                       | 5,51                       |
| .270 Winchester                   | 7,00                                      | .275                                      | 84,80                                     | 64,50                                     | 6                                         | 90-130                                    | 910                                       | 1100                                      | 3500                                      | 4000                                      | 130                        | 933                        | 3670                       | 7,86                       |
| 7x57 mm Mauser                    | 7,24                                      | .285                                      | 78,00                                     | 57,00                                     | 8-12                                      | 124-180                                   | 700                                       | 900                                       | 3000                                      | 3700                                      | 160                        | 765                        | 3035                       | 7,93                       |
| 7x64 mm Brenneke                  | 7,24                                      | .285                                      | 84,00                                     | 64,00                                     | 8-12                                      | 124-180                                   | 820                                       | 920                                       | 3300                                      | 4000                                      | 162                        | 800                        | 3360                       | 8,40                       |
| 7 mm Rem Mag                      | 7,20                                      | .284                                      | 84,00                                     | 64,00                                     | 8-10                                      | 124-154                                   | 870                                       | 1100                                      | 4000                                      | 4400                                      | 150                        | 945                        | 4340                       | 9,18                       |
| 7,62 × 51 mm Otan .308 Winchester | 7,80                                      | .308                                      | 69,90                                     | 51,20                                     | 6,5-8                                     | 124-150                                   | 780                                       | 860                                       | 2900                                      | 3600                                      | 150                        | 860                        | 3594                       | 8,36                       |
| .300 Win Mag                      | 7,80                                      | .308                                      | 85,00                                     | 67,00                                     | 8,7-13                                    | 135-200                                   | 900                                       | 990                                       | 4500                                      | 5000                                      | 180                        | 900                        | 4725                       | 10,50                      |
| 30-06 Springfield                 | 7,80                                      | .308                                      | 85,00                                     | 63,00                                     | 9-15                                      | 140-230                                   | 750                                       | 890                                       | 3800                                      | 4000                                      | 180                        | 825                        | 3970                       | 9,62                       |
| 7,92x57 mm Mauser                 | 8,22                                      | .324                                      | 82,00                                     | 57,00                                     | 11-15                                     | 170-230                                   | 720                                       | 800                                       | 4800                                      | 4800                                      | 200                        | 740                        | 3550                       | 9,60                       |
| .338 Win Mag                      | 8,60                                      | .338                                      | 84,80                                     | 64,00                                     | 11-15                                     | 170-230                                   | 760                                       | 900                                       | 3500                                      | 5300                                      | 200                        | 900                        | 5250                       | 11,66                      |
| 9,3x62 mm Mauser                  | 9,30                                      | .366                                      | 83,60                                     | 62,00                                     | 16-26                                     | 240-350                                   | 720                                       | 800                                       | 4300                                      | 5200                                      | 250                        | 745                        | 4495                       | 12,06                      |
| .375 H&H                          | 9,50                                      | .375                                      | 91,00                                     | 72,40                                     | 16-26                                     | 240-350                                   | 700                                       | 882                                       | 5500                                      | 6300                                      | 270                        | 800                        | 5600                       | 14,00                      |

## Sources
- Le Chasseur français, HS no 26 « Armes & équipements 2002 », Septembre 2002.